# Jean Coutrot
Pour les articles homonymes, voir Coutrot.
Cet article possède un paronyme, voir Jean Cottraux.
Jean Coutrot (27 mars 1895 à Paris 17e – 19 mai 1941) est un ingénieur français, pionnier de l'organisation du travail.

## Biographie

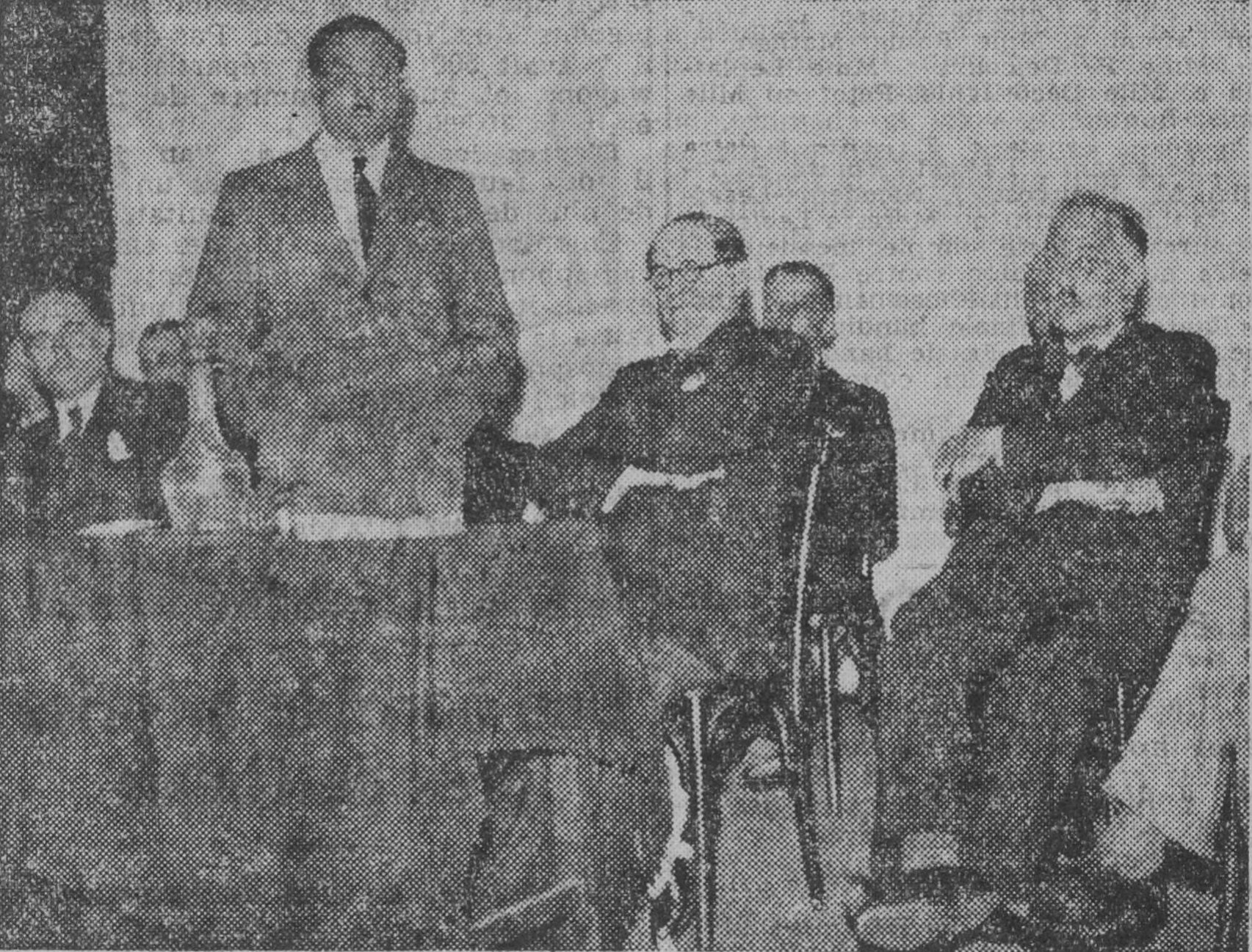
Jean Coutrot (debout), président du Centre d'organisation scientifique du travail, lors de la séance de clôture de la session 1936-1937 de l'École régionale d'organisation scientifique du travail, tenue à la salle des fêtes de l'université de Lille, 13 juin 1937.

Jean Coutrot est admis à l'École polytechnique en 1913. Il est grièvement blessé devant Craonne en septembre 1915 (amputation de la jambe droite). Au sortir de la Première Guerre mondiale, marié avec Annette Gaut, il entre dans la papeterie Gaut et Blancan. Chantre de la rationalisation de l'économie, il participe aux activités du Comité national de l'organisation française et de la Commission générale d'organisation scientifique du travail.
Il est l'un des pionniers du groupe X-Crise né à l'automne 1931 et transformé en 1933 en Centre polytechnicien d'études économiques. Il travaille à l'Ordre nouveau de Georges Valois, et milite pour le « service civil ». Il publie en 1935 De quoi vivre, dirige les Entretiens de Pontigny et crée avec le patronage d'Aldous Huxley et sous la direction d'Alexis Carrel qui en devient "régent" le Centre d'études des problèmes humains.
Coutrot entre ensuite au cabinet de Charles Spinasse, ministre de l'économie nationale du Front populaire et se voit confier la vice-présidence du Centre national d'organisation scientifique du travail appelé communément le COST. En 1937, il est l'un des cofondateurs de la revue les Nouveaux cahiers qui envisageait une collaboration économique franco-allemande.
Ses offres de service sont refusées à l'automne 1940 par le régime de Vichy. Évincé de la direction des papeteries Gault et Blancan, l'affaire de famille de son épouse, son activité principale consiste à rédiger des notes pour Gérard Bardet, président du conseil consultatif du Centre d’information interprofessionnel (CII), chargé de l'encadrement de l'activité des Comités d'organisation du régime de Vichy. Il s'enfonce dans une dépression qui le conduit au suicide par défenestration le matin du 19 mai 1941.

## Postérité
En juin 1941, son nom est mentionné dans un rapport remis par Henry Chavin, directeur de la Sûreté nationale, au ministre de l'Intérieur. Dans ce document, Chavin dénonce Coutrot pour avoir fondé plusieurs groupements, comme le Centre d'études des problèmes humains, prétendument dans le but de « recruter [...] des membres du MSE [Mouvement synarchique d'empire] ». Le « rapport Chavin » constitue ainsi le point de départ des dénonciations visant le complot mythique de la Synarchie.
Les tenants d'un complot synarchique tentent parfois d'accréditer l'idée que Coutrot, polytechnicien, homme de relations et de réseaux, était une sorte de marionnettiste occulte d'un mouvement cherchant à mettre en place un gouvernement mondial, informel et secret de technocrates,. Dans sa thèse de doctorat d'histoire consacrée à l'ingénieur, Olivier Dard dément cette thèse : grand blessé de la Première Guerre mondiale et souffrant un martyre quotidien par suite des effets secondaires d'une amputation, Coutrot était un homme diminué portant une fêlure psychique secrète, soutenu à bout de bras par son épouse Annette et qui se réfugiait dans des visions chimériques de l'avenir,.
Les papiers personnels de Jean Coutrot sont conservés aux Archives nationales sous la cote 468AP.

## Précurseur du terme«transhumanisme»
Coutrot développe à partir de 1935 une philosophie "transhumaniste", selon ses propres termes, devenant de ce fait un des premiers auteurs à forger et utiliser ce terme. Cette pensée, bien que possédant certain traits en commun avec le transhumanisme moderne, n'y est pas strictement superposable : il s'agit plutôt d'un "trans-humanisme",  sorte de "méthode" voulant fédérer diverses sortes de doctrines et d'humanismes, dont un "humanisme économique" cher à Coutrot. 
Le terme apparait dans un premier essai de 1937 L'humanisme économique, où le concept est décrit de manière très générale comme « un ensemble de recherches et de méthodes » visant à « dépasser les stades antérieurs de l'analyse rationnelle et de la construction expérimentale »,  en se fondant sur ceux-ci. Coutrot désigne ainsi de grands courants de pensée parfois contradictoires comme le marxisme, le capitalisme, le matérialisme, l'idéalisme etc.. que la démarche et la méthode transhumaniste visent à unifier et à transcender. 
Coutrot précise sa pensée en 1939 dans un document intitulé Ebauche d'un transhumanisme, émis à l'occasion des décades de Pontigny. 
D'abord, on y perçoit les thèmes qui ont mené Coutrot à la notion et au terme de transhumanisme :
- Une foi quasi mystique en l'Humanité, son développement et son progrès. Contrairement au transhumanisme contemporain, il ne s'agit pas d'un développement évolutionniste touchant l'Homme dans sa nature, mais plutôt au niveau des techniques et de la culture.
- La mise en avant de l'importance des sciences humaines, indispensables selon lui au développement de l'Humanité et à sa concorde.
- L'importance de la raison dans la mise en œuvre des deux points précédents, mais une "raison" humaniste, et non froide et égoïste.

Quant à la teneur du transhumanisme de Coutrot, il le définit lui même comme des règles et méthodes à vocation prédictive et opérationnelle, permettant le développement de l'humanité.
On sent la formation d'ingénieur de Coutrot pour qui toute chose doit être opérationnelle et vérifiable scientifiquement. Dans une volonté de fédérer ("trans") tous les êtres humains, il utilise particulièrement la typologie jungienne pour assurer que la méthode de recherche que constitue le transhumanisme de Coutrot soit universellement effective.
Ensuite, il essaye dans ce document de dépasser et englober les deux idéologies marquantes de son époque : le personnalisme et le  marxisme, donnant un exemple de méthode transhumaniste.
Enfin, il tente de formaliser et englober les évolutions culturelles sous deux axes : l'"additivité rationnelle", pour tout  ce qui concerne l'évolution de la science et des techniques (cette évolution est additive, chaque génération augmentant et amplifiant les découvertes précédentes), et les "cycles de sensibilité" pour ce qui est culturel et artistique, où chaque génération ne fait pas mieux que la précédente, mais développe de nouveaux domaines de sensibilité.
Le transhumanisme de Coutrot partage avec le transhumanisme contemporain l'avènement d'un humain supérieur, mais toujours perçu dans le cadre d'une humanité supérieure, et cet aspect collectif, humaniste, ne se retrouve pas au premier plan dans le transhumanisme contemporain qui met en œuvre une évolution plus "darwinienne".

## Œuvres
- De quoi vivre, Paris, Bernard Grasset, 1935, 291 p.
- L'humanisme économique, Paris, Editions du Centre polytechnicien d'études économiques, 1936, 147 p. (contient un texte de Gérard Bardet, « Une expérience de collaboration ouvrière à la direction d'une usine »)
- L'arc-en-ciel
- Semaine céphéenne